# قلعة بورنغ (مياندشت)
قلعة بورنغ (بالفارسية: قلعه بورنگ) هي Iranian National Heritage تقع في إيران في مقاطعة درميان. يقدر عدد سكانها بـ 2276 نسمة بحسب إحصاء 2016.